# Blue Balls Festival

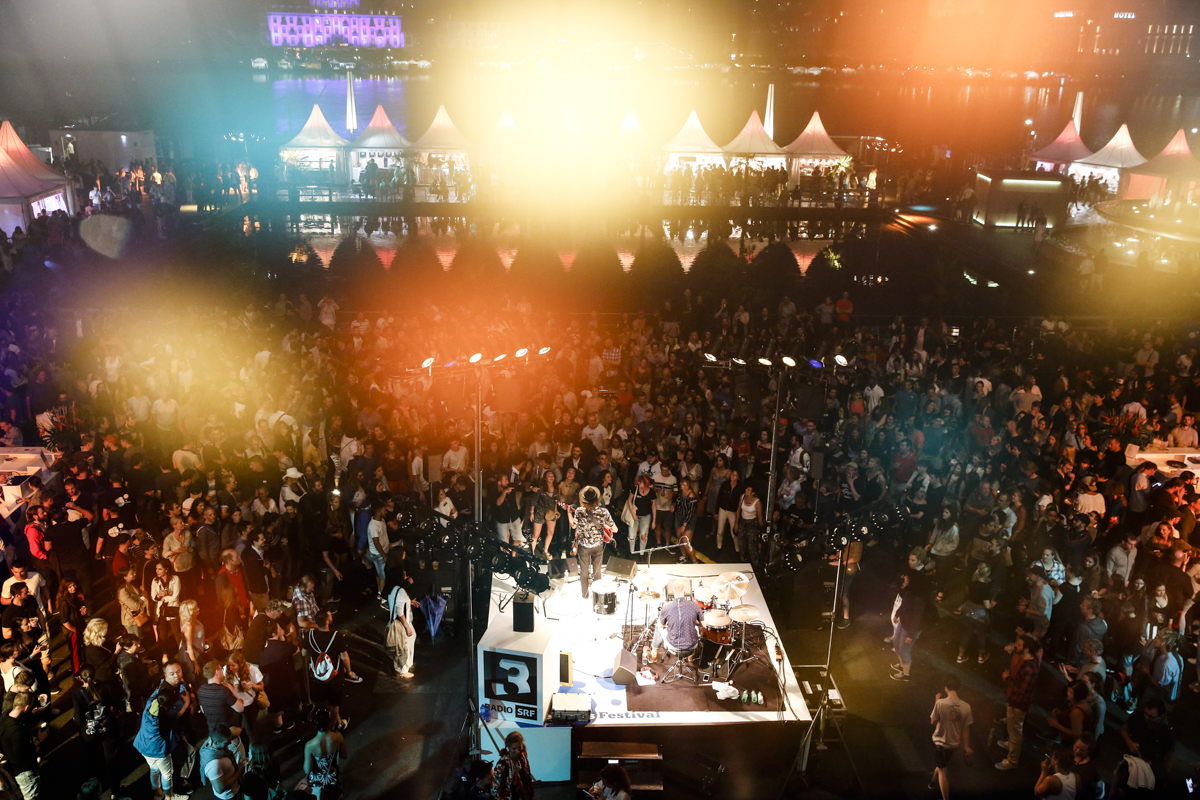
Blue Balls Festival, 2019

Das Blue Balls Festival war ein von 1992 bis 2019 jährlich in der Schweizer Stadt Luzern stattfindendes Musikfestival mit den Schwerpunkten Blues, Jazz, Soul, Funk, World, Rock und Pop. Zum Festival gehörten neben den Konzerten auch Anlässe im Bereich Fotografie, Kunst, Video, Film und Talk.

## Geschichte

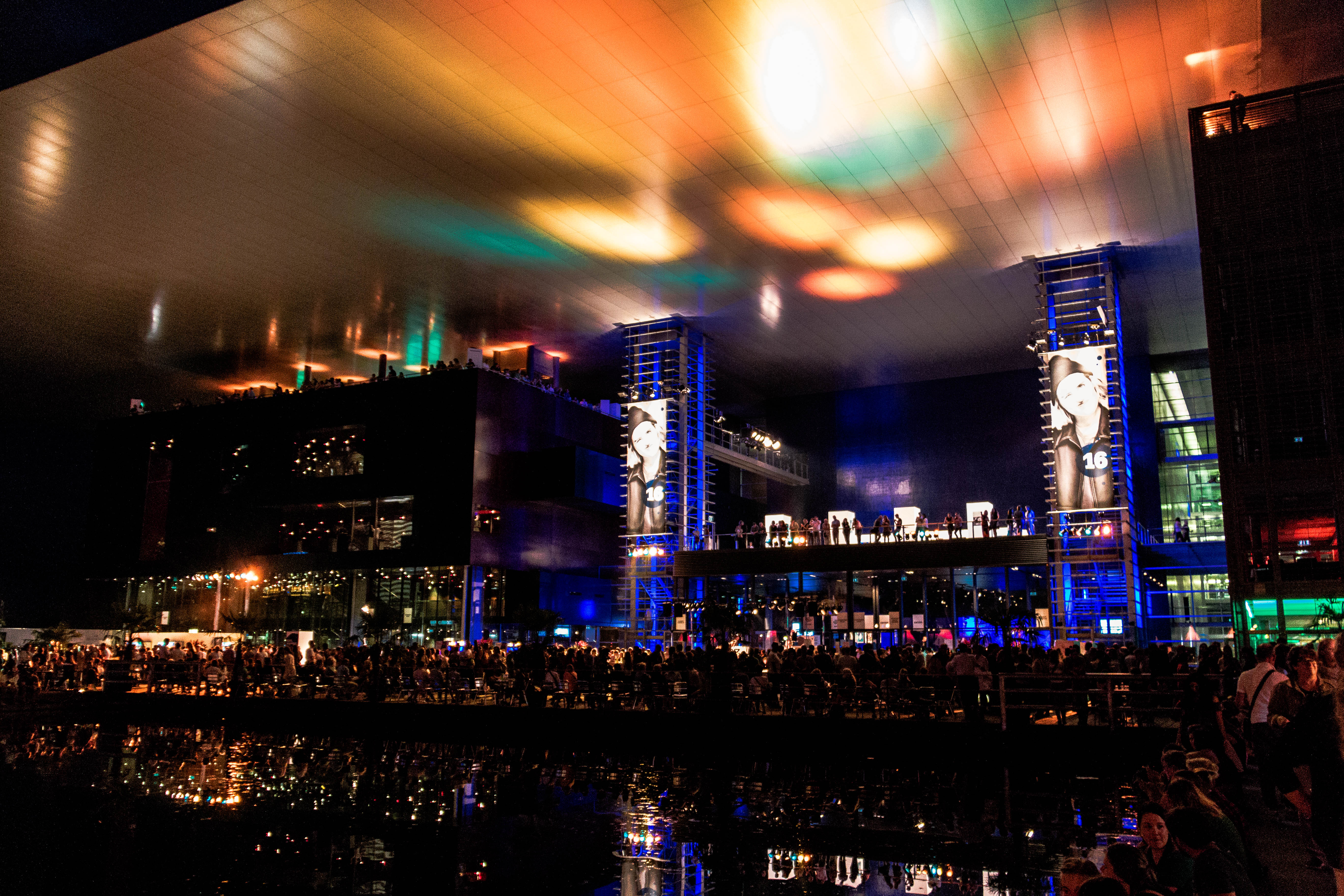
Blue Balls Festival, 2016

Gründer des Festivals waren Urs Leierer, Richard Köchli und Martin Vokinger. Es startete 1992 als einmalig geplante Luzerner Seenachts Session auf dem Dampfschiff «Stadt Luzern» mit einer Fahrt von Luzern nach Flüelen und zurück. Auf dem Schiff gab es eine sechs-stündige Jamsession mit 40 Schweizer Musikern. Weil der Anlass ein voller Erfolg wurde, kam die Idee des Festivals auf. Bis 1998 wurde er ehrenamtlich organisiert. Weil der Anlass ständig grösser wurde, gründete Urs Leierer zusammen mit Reinhold Weber die Agentur Blue Balls Music. Diese führte das Festival seit 1999 für den Veranstalter (Verein Luzerner Blues Session) als mehrtägiges Festival durch.
2020 und 2021 fand das Festival auf Grund der Corona-Pandemie nicht statt. 2022 wurde entschieden, das Festival künftig nicht mehr zu veranstalten.
Anstelle von Blue Balls wurde das Festival Luzern Live gegründet, das damit als Art «Nachfolgefestival» seit Juli 2023 jährlich stattfindet.

## Veranstaltung
Der Event war eine Mischung aus Gratiskonzerten und Konzerten mit Eintrittsgeld. Die Veranstaltungen unter freier Luft im Musikpavillon auf dem Kurplatz, vor dem Hotel Schweizerhof und vor dem KKL waren gratis. Besucher wurden gebeten, einen Festival-Pin zu kaufen. Der Erlös diente der (Teil-)Finanzierung des Festivals. Der Festival-Pin war auch gültig für die KKL-Plaza- und Seebar-Konzerte, die Video-Lounge, die Live-Painting-Sessions, die Foto-Expo, die Talkshow und die Filmvorführung. Ebenso für die Pavillon-Konzerte, die Pavillon-Kunst und für den Festival Club im Hotel Schweizerhof Luzern. Im KKL gab es zahlreiche eintrittspflichtige Musikveranstaltungen mit bekannten Bands und Musikern/Musikerinnen. Das Festival zählte jedes Jahr rund 100'000 Besucher.

## Wirtschaftliche Basis
Nur rund ein Drittel der Kosten wurde durch den Ticketverkauf gedeckt, weitere 26 % kamen durch Gastronomie und Festival-Pins herein. Die Gelder, die durch Sponsoring-Verträge und Marketingmassnahmen eingingen, machten etwa 29 % aus. Nur dank grosszügigen Spendern konnte jeweils ein Defizit verhindert werden; in den Jahren 2016 bis 2019 waren dies rund 400'000 Franken. Der Lösungsvorschlag des Festivalleiters Urs Leierer lag in der Gründung einer Stiftung. Nur wenn dies gelingt, könne das Festival auch zukünftig «in dieser Grösse stattfinden». Im September 2019 hatte die Stadt Luzern dem Verein Luzerner Blues Session ein Angebot gemacht, gemeinsam und mit anderen Partnern eine nachhaltige Zukunftsperspektive zu entwickeln. Auf dieser Grundlage sollte die geplante Blue Balls Foundation gegründet werden, welche nicht zustande kam.

## Musiker des Festivals (Auswahl)
Zahlreiche bekannte Musiker und Newcomer traten beim Festival auf. Dazu gehörten White Lies, Jake Bugg, Macy Gray, Peter Doherty, Eels, Hurts, Tom Odell, Keb’ Mo’, KT Tunstall, James Arthur, Milky Chance, Vintage Trouble, Seal, Katie Melua, Rhonda Vincent, The Corrs, Kool Savas, Andrea Bignasca, Mando Diao, Aloe Blacc, Mimiks, Damian Lynn, Lo & Leduc, Nina Nesbitt, Ed Sheeran, Xavier Naidoo, Söhne Mannheims, Joss Stone, Benjamin Clementine, Jamie Cullum, Alanis Morissette, B. B. King, Ben Harper, Glen Hansard, Samy Deluxe, Moes Anthill und Stephan Eicher.